# Emerito
Emerito è un titolo attribuito a una persona che, non esercitando più un determinato ufficio, ne gode comunque dei gradi e degli onori pur non svolgendone le funzioni.

## Origine
La parola della lingua latina emerĭtus veniva usata già nell'antica Roma, e si attribuiva tra l'altro al soldato (miles) che aveva compiuto il servizio militare e che aveva ricevuto il congedo.

## Utilizzo
Questo titolo può essere conferito a diverse personalità come professore emerito, Presidente emerito della Repubblica Italiana, Re Emerito e soprattutto per le categorie religiose con il  vescovo emerito, il parroco emerito, il pastore emerito o in emeritazione (ovvero che hanno compiuto i 75 anni previsti dal Codice di Diritto Canonico) e Papa emerito.
Nell'uso corrente il termine è usato anche in sostituzione di "benemerito", con il significato di "degno", "illustre".

### Cessazione di un ufficio o di un grado
Il termine "emerito" viene conferito di norma a tutte le persone che vanno in pensione dopo aver raggiunto un determinato grado. In altri casi esso rimane una sorta di "marchio" distintivo che va assegnato solo in determinate circostanze. 
Per determinate categorie professionali, infatti, come nelle Università, non tutti i docenti pensionati o collocati a riposo possono essere insigniti del titolo di professore emerito, il quale risulta essere "un titolo da conferire unicamente ai professori meritevoli e di chiara fama che dopo il raggiungimento dell'età pensionabile desiderano continuare l'attività di insegnamento e di ricerca".

### Cessazione di una carica pubblica
L'attributo è anche usato quando una persona si ritira da una determinata posizione: è questo il caso di Benedetto XVI, che si ritirò dal ruolo di Papa della Chiesa cattolica nel febbraio 2013 e a cui viene attribuito il grado di Papa emerito.
Anche con la rinuncia al trono il sovrano abdicatario assume il titolo di sovrano emerito come accade per sua maestà il  re Juan Carlos di Spagna che nel 2014 a seguito della sua abdicazione assunse il titolo di Re emerito di Spagna.
Lo stesso avvenne con l'abdicazione dell'imperatore del Giappone che nel 2019 rinunciò al trono e assunse la carica di imperatore emerito del Giappone.
Tale titolo spetta pure alle consorti del sovrano emerito che godranno del medesimo trattamento.
Pertanto sua maestà la regina Sofia di Spagna e l'Imperatrice Michiko detengono rispettivamente lo status di Regina emerita di Spagna e Imperatrice emerita del Giappone.